# Вілленшарен
Вілленшарен (нім. Willenscharen) — громада в Німеччині, розташована в землі Шлезвіг-Гольштейн. Входить до складу району Штайнбург. Складова частина об'єднання громад Келлінгузен.
Площа — 7,62 км2. Населення становить 176 ос. (станом на 31 грудня 2020).

## Галерея

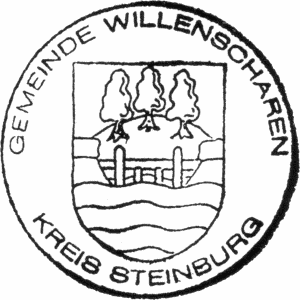